# Graafschap Haag
Het graafschap Haag was een tot de Beierse Kreits behorend graafschap binnen het Heilige Roomse Rijk, met als centrum Haag in Oberbayern.
De burcht Haag wordt voor het eerst in de tiende eeuw vermeld. Burchtheren waren de Gurre von Haag. Na het uitsterven van de familie Gurre in 1245 werd Siegfried van Fraunberg door keizer Frederik II met Haag beleend. Pas sinds 1434 is Haag duidelijk aantoonbaar een rijksleen. In 1465 werden de Fraunbergers tot rijksvrijheer verheven. In 1469 werden ze echter gedwongen de Beierse opperheerschappij te erkennen, waaraan ze zich in de volgende periode weer konden onttrekken. In 1509 werden de vrijheren tot graaf verheven.
Ladislaus, de laatste graaf ging tot de reformatie over. Na zijn dood in 1566 viel het graafschap aan het hertogdom Beieren, waarna de rekatholisering plaatsvond. Beieren werd in 1567 door het rijk met het graafschap beleend. 
Hoewel Haag daarna een Beiers landgerecht werd, bleef de zetel in de bank van de graven van de Wetterau van de Rijksdag bestaan. Het graafschap werd gebruikt als apanage binnen het Beierse hertogelijke huis.
Na de Reichsdeputationshauptschluss werd het graafschap gemediatiseerd en kwam het onder rechtstreeks bestuur van de keurvorsten van Beieren.